# Great Rissington
Great Rissington est une paroisse civile et un village du Gloucestershire, en Angleterre.